# Hôtel de ville de Hunawihr
L'hôtel de ville de Hunawihr est un monument historique situé à Hunawihr, dans le département français du Haut-Rhin.

## Localisation
Ce bâtiment est situé au 1, rue de la Mairie à Hunawihr.

## Historique
L'édifice fait l'objet d'une inscription au titre des monuments historiques depuis 1999.